# Hepàtiques
Les hepàtiques o marcantiòfits (Marchantiophyta) són una divisió dels briòfits en sentit ampli. Com en altres plantes no vasculars presenten alternança de generacions en la què el gametòfit haploide (on te lloc la reproducció sexual) domina el cicle vital. L'esporòfit diploide, de vida efímera, creix sobre el gametòfit i allibera espores.
S'estima que al món hi ha prop de 7500 espècies en 398 gèneres, representant a 92 families d'hepàtiques. A Catalunya, segons el catàleg de les Molses de Catalunya, hi ha 197 de les 277 espècies d'hepàtiques que es coneixen a la península Ibèrica. N'hi ha 85  a València i 70 a les Illes Balears.
Morfològicament (que no sistemàticament) es tendeix a separar a les hepàtiques entre les que creixen com un tal·lus (p. ex. Marchantiopsida) i les hepàtiques folioses que tenen un caulidi i fil·lidis (falses tiges i fulles) i s'assemblen més a una molsa (p. ex. jungermanniàcies).
Es diferencien de les molses en sentit estricte pel seu aspecte general; per la presència d'oleoplasts intracel·lulars (que els confereixen una aroma característica); per l'estructura més simple de l'esporòfit que típicament s'obre mitjançant valves i no és verd ni pot fer la fotosíntesi o, sobretot en les especies folioses, per l'absència de nervi en els fil·lidis; per la forma típicament arrodonida dels fil·lidis, que sovint presenten bifurcacions a l'àpex o la presència d'amfigastris (una filera de fil·lidis ventrals modificats).

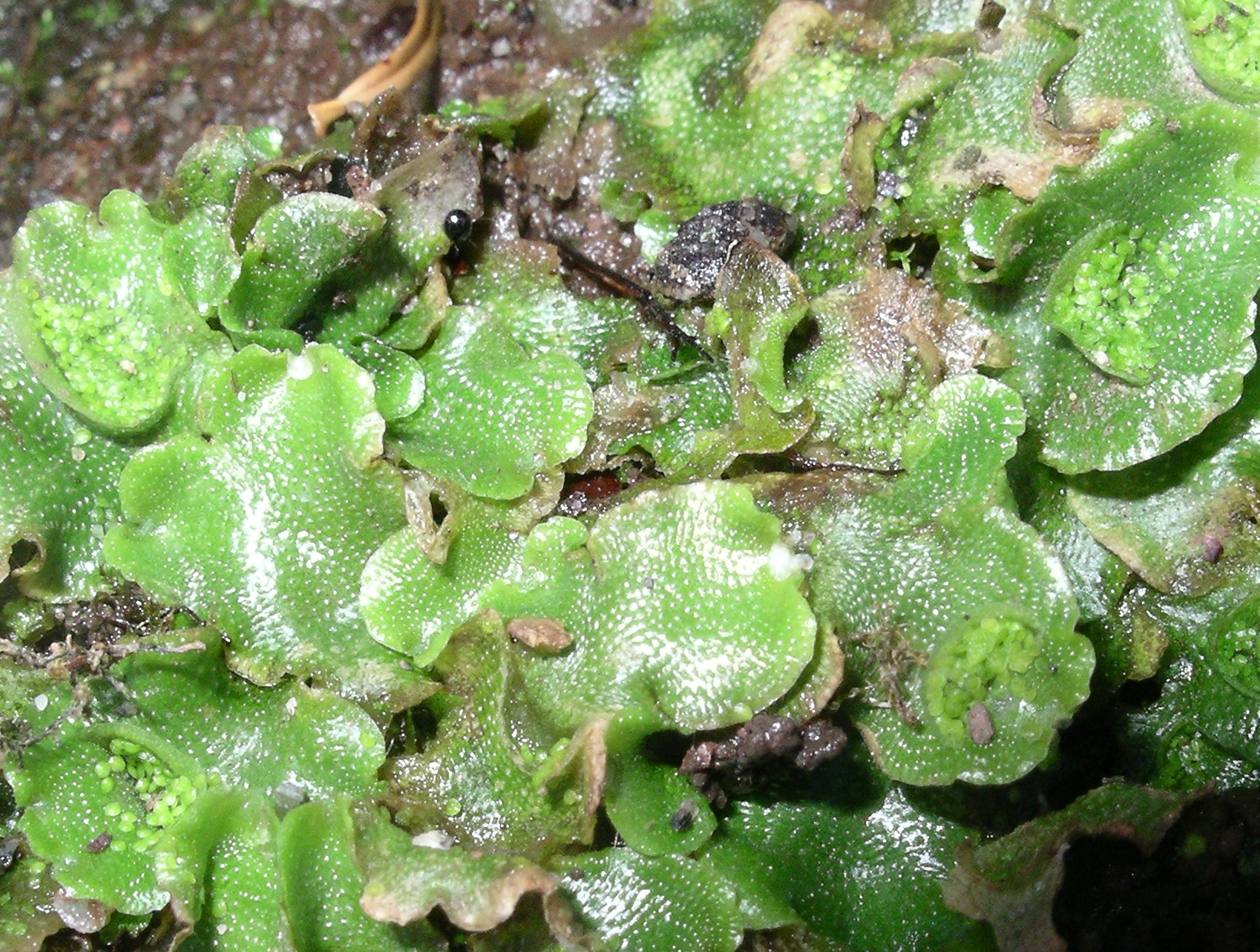
Lunularia cruciata, una hepàtica tal·losa
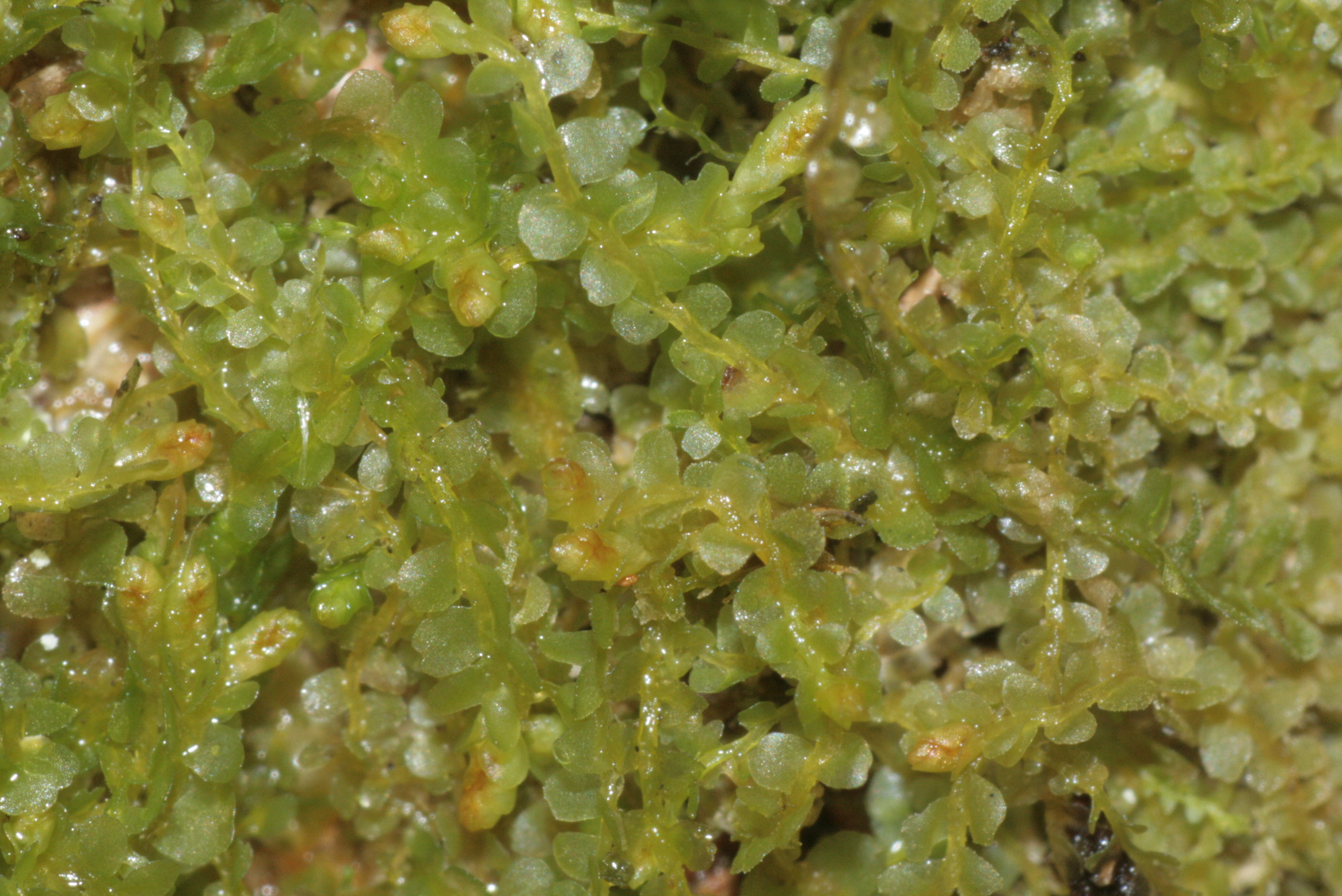
Jamesoniella autumnalis, una hepàtica foliosa
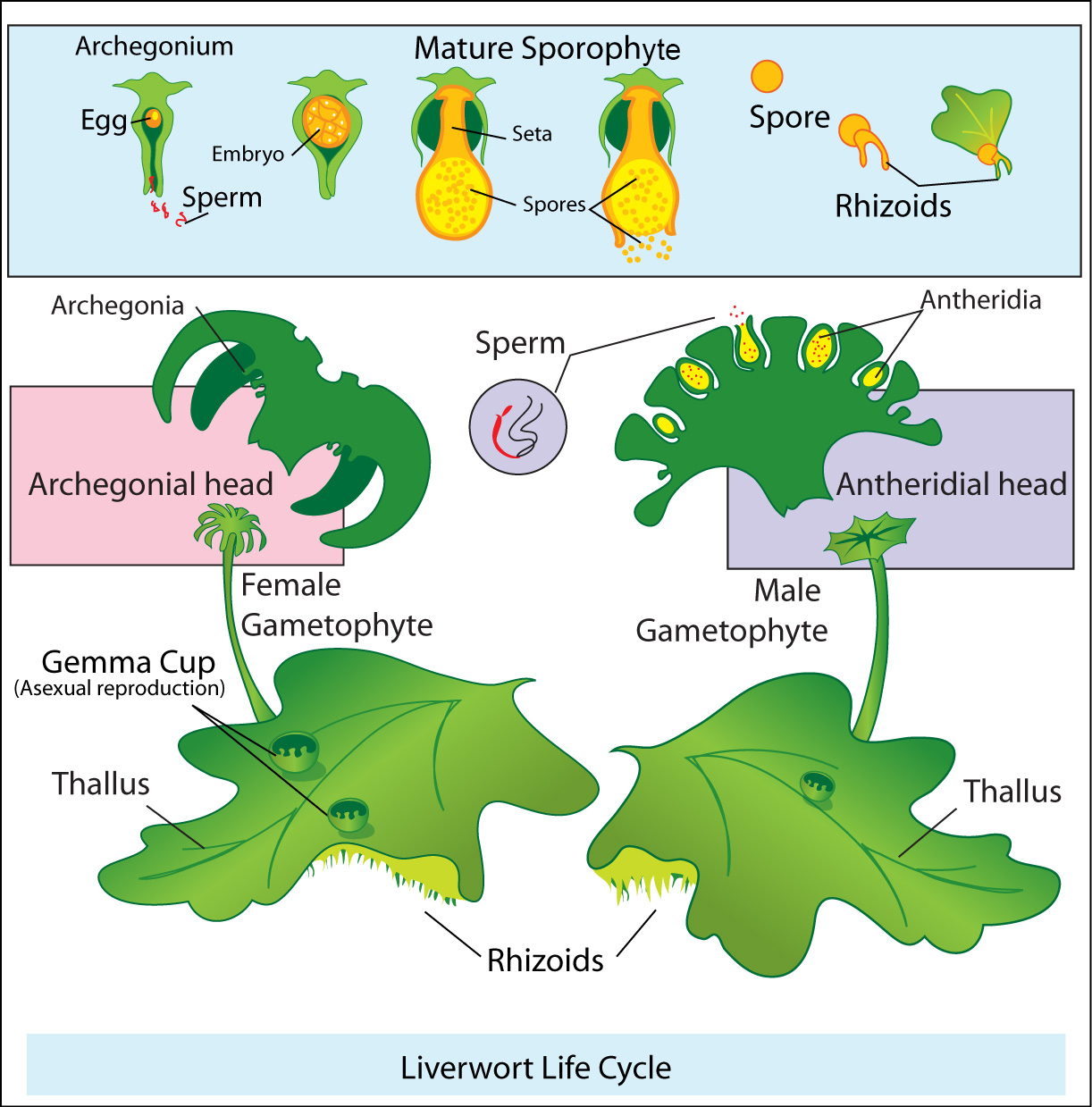
Cicle vital típic

## Característiques físiques
Les plantes d'aquesta divisió són normalment menudes, de 2 a 20 mm d'ample i menys de 10 cm de llarg. Algunes però poden cobrir grans extensions de terreny sobre roques o un altre substrat adient. Són cosmopolites, més corrents en llocs humits però també n'hi ha algunes en deserts o a l'Àrtida. Algunes es fan servir en jardineria.

## Ecologia
A principi del segle XXI les hepàtiques es poden trobar en molts ecosistemes del planeta, excepte el mar i els ambients excessivament secs, o els exposats a alts nivells de radiació solar directa. Com amb la majoria de grups de plantes vives, són més comunes, tant en nombre com en espècies, a les zones tropicals humides. Les hepàtiques es troben sovint a l'ombra entre moderada i profunda, encara que les espècies del desert poden tolerar la llum solar directa i períodes de dessecació total.

## Taxonomia
A la classificació actual, les hepàtiques estarien dividides en 21 ordres i 62 famílies:
- Calobryales
  - Treubiaceae
  - Haplomitriaceae
- Blasiales
  - Blasiaceae
- Neohodgsoniales
  - Neohodgsoniaceae
- Sphaerocarpales
  - Sphaerocarpaceae
  - Monocarpaceae
  - Riellaceae
- Marchantiales
  - Aytoniaceae
  - Cleveaceae
  - Conocephalaceae
  - Corsiniaceae
  - Cyathodiaceae
  - Dumortieraceae
  - Exormothecaceae
  - Lunulariaceae
  - Marchantiaceae
  - Monosoleniaceae
  - Oxymitraceae
  - Ricciaceae
  - Targioniaceae
- Pelliales
  - Pelliaceae
  - Noterocladaceae
- Fossombroniales
  - Fossombroniaceae
  - Petalophyllaceae
  - Allisoniaceae
  - Calyculariaceae
  - Makinoaceae
- Pallaviciniales
  - Pallavicinaceae
  - Hymenophytaceae
  - Moerckiaceae
  - Phyllothalliaceae
  - Sandeothallaceae
- Pleuroziales
  - Pleuroziaceae
- Metzgeriales
  - Aneuraceae
  - Metzgeriaceae
- Ptilidiales
  - Ptilidiaceae
  - Herzogianthaceae
  - Neotrichocoleaceae
- Porellales
  - Lepidolaenaceae
  - Porellaceae
- Radulales
  - Radulaceae
- Frullaniales
  - Frullaniaceae
- Lejeuneales
  - Lejeuneaceae
- Jubulales
  - Jubulaceae
- Perssoniellales/Schistochilales
  - Perssoniellaceae
  - Schistochilaceae
- Myliales
  - Myliaceae
- Lophoziales
  - Lophoziaceae
- Lepidoziales
  - Lepidoziaceae
- Jungermanniales
  - Acrobolbaceae
  - Anastrophyllaceae
  - Balantiopsaceae
  - Calypogeiaceae
  - Cephaloziaceae
  - Cephaloziellaceae
  - Geocalycaceae
  - Gymnomitriaceae
  - Jungermanniaceae
  - Lophocoleaceae
  - Plagiochilaceae
  - Scapaniaceae
  - Trichocoleaceae